# Jean-Claude Lefort
Pour les articles homonymes, voir Lefort.
Jean-Claude Lefort, né le 15 décembre 1944 à Paris (Seine) et mort le 20 juin 2024 au Kremlin-Bicêtre, est un homme politique français. Il est député communiste du Val-de-Marne de 1988 à 2007.

## Biographie
Né le 15 décembre 1944 dans le 10e arrondissement de Paris, Jean-Claude Lefort passe son enfance et sa jeunesse à Bagnolet, en Seine-Saint-Denis, dans un milieu modeste. Son père, ouvrier, s‘était engagé aux côtés des républicains espagnols dans les Brigades internationales et sa mère est gardienne dans une école.
Membre du bureau national du Mouvement jeunes communistes de France et, depuis 1964, du Parti communiste français, il est de 1971 à 1979 le secrétaire particulier de Georges Marchais, secrétaire général du parti. Il devient en 1983 le secrétaire de la fédération du Val-de-Marne du Parti communiste qui compte à l'époque 30 000 adhérents.
Il est député de la 10e circonscription du Val-de-Marne de 1988 à 2007.
Membre de la commission des Affaires étrangères pendant trois législatures, il participe à de nombreuses négociations internationales et s’engage sur de nombreux sujets. Il propose en 1998 la création d'une « Commission d'enquête sur la part des responsabilités françaises dans le génocide perpétré au Rwanda ». Vice-président de ce qui fut, finalement, la Mission d'information parlementaire sur le Rwanda, il se trouva en désaccord avec les conclusions finales du rapport de la Mission et refusa d'en être coauteur.
En mémoire de la lutte contre le fascisme en Espagne, il a été coprésident fondateur de l’Association des amis des combattants en Espagne républicaine (Acer), avec José Fort et François Asensi. Grâce à ses prérogatives au sein de la commission des Affaires étrangères, il récupère une partie des archives des Brigades internationales déposées à Moscou.
Jean-Claude Lefort est à partir de 2007 président d'honneur d'Appui Rwanda, association de soutien aux rescapés du génocide des Tutsi au Rwanda en 1994. En mai 2009, il est élu président de l'Association France-Palestine Solidarité (AFPS), à l'issue du 2e congrès de ce mouvement. Il est le coordinateur du Comité national de soutien à Salah Hamouri, qui devient son gendre en 2014.
En juin 2015, il met en garde les musulmans contre des produits israéliens, avertissement commenté dans la presse.Gilles-William Goldnadel dépose plainte contre lui au nom de l'association France-Israël. Jean-Claude Lefort remporte le procès.
Jean-Claude Lefort quitte le Parti communiste français le 19 janvier 2024, « avec une douleur extrême », à la suite d'un différend avec son secrétaire général Fabien Roussel,.
Il meurt d'un cancer le 20 juin 2024 au Kremlin-Bicêtre à l'âge de 79 ans,,.

### Distinctions
Le 7 décembre 2011, Jean-Claude Lefort est décoré des insignes de chevalier de la Légion d'honneur par Cécile Rol-Tanguy, commandeur de la Légion d'honneur et médaille de la Résistance, en présence de l'ambassadeur palestinien en France, Hael Al Fahoum et de Pierre Gosnat.

## Mandats
- 23 juin 1988 - 1er avril 1993 : député de la dixième circonscription du Val-de-Marne, 1er mandat
- 2 avril 1993 - 21 avril 1997 : 2e mandat
- 1er juin 1997 - 18 juin 2002 : 3e mandat
- 19 juin 2002 - 19 juin 2007 : 4e mandat